# 羅賓遜M96半自動步槍
羅賓遜M96是由位於美國猶他州鹽湖城的Robinson Arms以斯通納63為其礎開發的半自動步槍。

## 設計
M96沿用了斯通納63的設計，採用氣動式運作，發射5.56×45毫米及.223 Remington子彈，對應STANAG彈匣，兩段式扳機，槍管膛線纏距為1比9寸右旋。槍機連桿經過特別設計以降低射速和提高可靠性，機頭為類似AR-15的六凸輪式但更大型及更堅硬，鋼制沖壓機匣表面經過啞黑處理。M96裝有磷化鍍鉻槍管及可與Stoner 63交換安裝的塑料槍托，配有可調式後照門但沒有預設導軌或瞄準鏡座。
M96共有四種型號，分別是20寸槍管的遠征步槍（the Expeditionary Rifle）、17.5寸槍管的卡賓槍、16寸槍管的偵察卡賓槍（Recon Carbine）和機匣頂部供彈（類似布倫輕機槍）。由於M96的槍機只能半自動運作，因此內部零件無法與Stoner 63對換，但遠征步槍、M96卡賓槍和偵察卡賓槍皆可轉換零件至其他型號。
1990年代中期，一家位於美國亞利桑那州鳳凰城的三級武器生產商Arms-Tech Ltd推出修改型的M96A1套件以打進執法部門市場，M96A1套件具有全自動發射模式，亦有對應STANAG彈匣的16寸槍管的突擊型（Commando）和彈鏈供彈的輕機槍版本。
由於M96系列價格昂貴，亦沒有與其他軍用武器公司合作，因此目前沒有任何軍隊或執法部門採用。